# Hospital Umberto I
El Hospital Umberto I (léase Umberto Primo) también conocido como Hospital y Maternidad Umberto I, Antiguo Hospital Matarazzo u Hospital Matarazzo, fue un hospital ubicado en la ciudad de São Paulo, Brasil.
Construido en 1904 por Francesco Matarazzo, se levantaba en una parcela de 27,419 metros cuadrados en el distrito de Bela Vista. Formaba parte de un conjunto de edificios de estilo Neoclásico que fueron declarados en 1986 como bien cultural de interés histórico-arquitectónico por el Consejo de Defensa del Patrimonio Histórico, Arqueológico, Artístico y Turístico - CONDEPHAAT.
El hospital quebró y cerró sus puertas en 1993 y el edificio permaneció cerrado durante 20 años. En 2011, la propiedad fue adquirida por el grupo francés Allard y, tras su restauración, alberga la sede de un hotel Rosewood de seis estrellas, el primero de su tipo en América Latina. La apertura con 46 de 160 habitaciones, tres restaurantes y un bar de jazz, el 19 de marzo de 2022, representó una inauguración parcial. La entrega del complejo completo, que incluye residencias, oficinas, centros comerciales y áreas para uso comercial, está prevista para 2024.